# Faule Renne
Die Faule Renne ist ein Bach von 5,1 km Länge, der im Stadtgebiet von Magdeburg unterirdisch beim Bahnhof Magdeburg-Neustadt in die Schrote mündet. Als Quelle dienen Sammelbecken bei Alt Olvenstedt und die Olvenstedter Röthe. Daneben ist der Kleegraben ein Zufluss, welcher unterirdisch durch die Kritzmannstraße zuströmt. Zusammen wird eine Fläche von ca. 17 km² entwässert. Der Name leitet sich von der an der Quellnähe befindlichen Renneplatz ab.

## Verlauf
Die Quelle befindet sich südlich von Alt Olvenstedt an der Kreuzung Weizengrund und der B1, in welche ebenfalls die Olvenstedter Röthe einmündet. Von dort verläuft sie entlang der B1 bis an den Renneweg links entlang. Im Stadtteil Neu Olvenstedt verläuft sie weiter linksseitig ins Rennetal und dann in Nordwest rechtsseitig am Langefelder Weg. Auf Ecke Am Neustädter Feld und Kritzmannstraße mündet der Kleegraben in die Faule Renne, von wo aus sie weiter unter dem Magdeburger Ring südliche vom Neustädter Friedhof im Stadtteil Alte Neustadt auf Höhe Neustädter Bahnhof unterirdisch in die Schrote mündet.